# Besleria fallax
Besleria fallax là một loài thực vật có hoa trong họ Tai voi. Loài này được C.E.González, L.E.Skog & M.Amaya mô tả khoa học đầu tiên năm 2001.